# Quận Lanier, Georgia
Quận Lanier là một quận trong tiểu bang Georgia, Hoa Kỳ. Quận lỵ đóng ở thành phố Lakeland 6. Theo điều tra dân số năm 2000 của Cục điều tra dân số Hoa Kỳ, quận có dân số 8423 người 2. Năm 2007, ước tính dân số quận này là 7847 người.